# Garde nationale (France)
Pour les articles homonymes, voir Garde nationale.

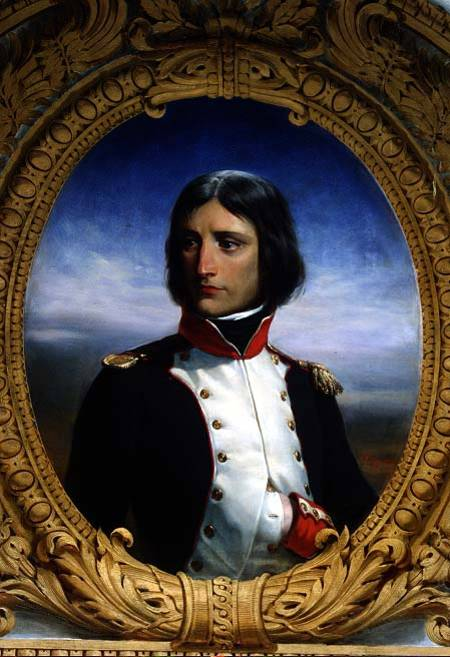
Napoléon Bonaparte, lieutenant-colonel du 1er bataillon des gardes nationaux corses en 1792.

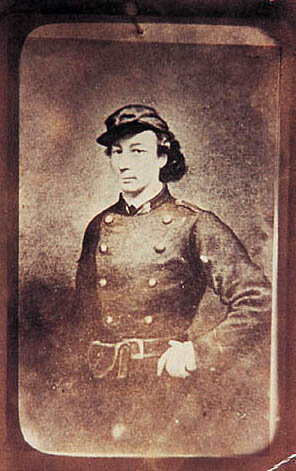
Louise Michel, en uniforme de la garde nationale, peu avant sa dissolution.

La garde nationale est historiquement l'ensemble des milices de citoyens formées dans chaque commune au moment de la Révolution française, à l’instar de la garde nationale créée à Paris en 1789 et placée sous le commandement de La Fayette. Inscrite dans la constitution en 1799, ses officiers sont alors élus par la population et ne peuvent effectuer deux mandats successifs confirmant son statut de force de sécurité nationale et démocratique. Son rôle était d'assurer le maintien de l'ordre dans chaque commune en temps de paix mais également la défense militaire du pays en temps de guerre en complément de l'armée régulière. Elle a existé sous tous les régimes politiques de la France jusqu'à sa dissolution votée en juillet 1871 aux lendemains des insurrections communalistes qu'elle a soutenues et de la répression de la Commune de Paris, dissolution effective l’année suivante en 1872.
En 2016, une réserve militaire et civile est créée, reprenant le nom « garde nationale ». Cette dernière correspond à la somme des réserves opérationnelles de premier niveau des armées et formations rattachées, de la réserve opérationnelle de la Gendarmerie nationale et de la réserve opérationnelle de la Police nationale.

## La garde nationale sous NapoléonIer

### Consulat
En 1799, la constitution de l'an VIII consacra l'existence de la garde nationale. L'article 48 distinguait la garde nationale en activité et la garde nationale sédentaire. La première, qui comptait essentiellement les hommes des armées de terre et de mer, était placée sous les ordres du gouvernement (Art. 47). La seconde ne dépendait que de la loi. En septembre 1800, le ministère de l'Intérieur rédigea un projet imposant le service à tous ceux qui exerçaient les droits du citoyen, mais en autorisant le remplacement. L'élection fut écartée et il fut prévu la nomination des officiers par le préfet et celle des sous-officiers par le chef de bataillon. La garde nationale était considérée comme impuissante par le nouveau régime.
Napoléon se méfiait de cette force bourgeoise, capable de maintenir l’ordre et de réprimer les émeutes aussi bien que de renverser le pouvoir établi. Le 12 vendémiaire an XI (3 octobre 1802), un arrêté des Consuls créait une garde municipale de 2 300 hommes, à Paris, placée sous les ordres de militaires nommés par le chef de l'État. La mission des gardes municipaux restait à peu près la même. Leur solde était désormais assurée par une contribution de 1 800 000 francs, payée par la population parisienne. En contrepartie, les citoyens n'étaient plus tenus de faire un service régulier et journalier. Cette décision fut bien accueillie. La population se sentait déchargée d'un service militaire lourdement ressenti. Les artisans et autres travailleurs ne perdaient plus leur temps à monter la garde ou ne payaient plus de remplaçants.

### Empire

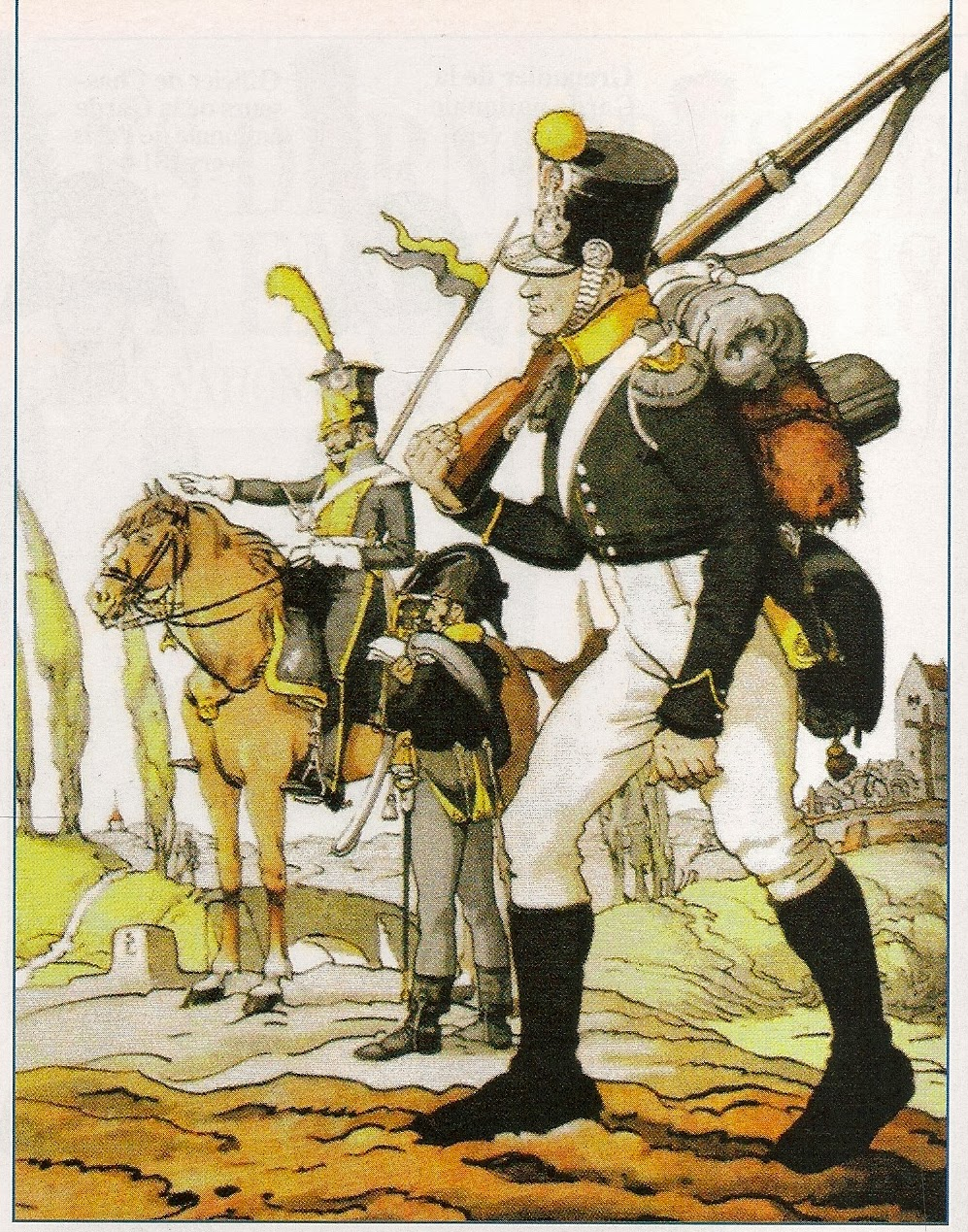
Garde nationale de Strasbourg en 1815 d'après Job.

Pendant tout le règne de Napoléon, les gardes nationaux ont servi de réserve à l'armée et ont été mobilisés au gré des guerres de l'Empire. Ainsi, lors de la reprise de la guerre contre la Prusse, le 17 septembre 1806, l'empereur ordonna la levée, le 23 octobre, de 3 000 grenadiers et chasseurs de la garde nationale de Bordeaux pour renforcer la défense des côtes. Le décret du 12 novembre 1806, signé à Berlin, réaffirmait l'obligation de tous les Français âgés de 20 à 60 ans d'effectuer le service de la garde nationale. Il en confirmait également l'incompatibilité pour ceux travaillant dans la fonction publique et dans l'administration ainsi que pour les ecclésiastiques. Les autres pouvaient se faire remplacer. Les compagnies de grenadiers et de chasseurs, composées d'hommes, si possible, de 20 à 40 ans, pouvaient être appelées à effectuer un service intérieur dans les villes de plus de 5 000 habitants, ou un service militaire. Dans ce cas, elles étaient assimilées aux troupes de ligne.
Le 29 juillet 1809, 49 000 Anglais firent une tentative ratée de débarquement à Walcheren, aux Pays-Bas, alors aux mains des Français. Cet événement fit prendre conscience à Napoléon de la menace que représentait un éventuel débarquement anglais sur les côtes françaises. À partir de 1809, l'empereur décida d'appuyer, en partie, la protection des côtes et des frontières sur les gardes nationaux.

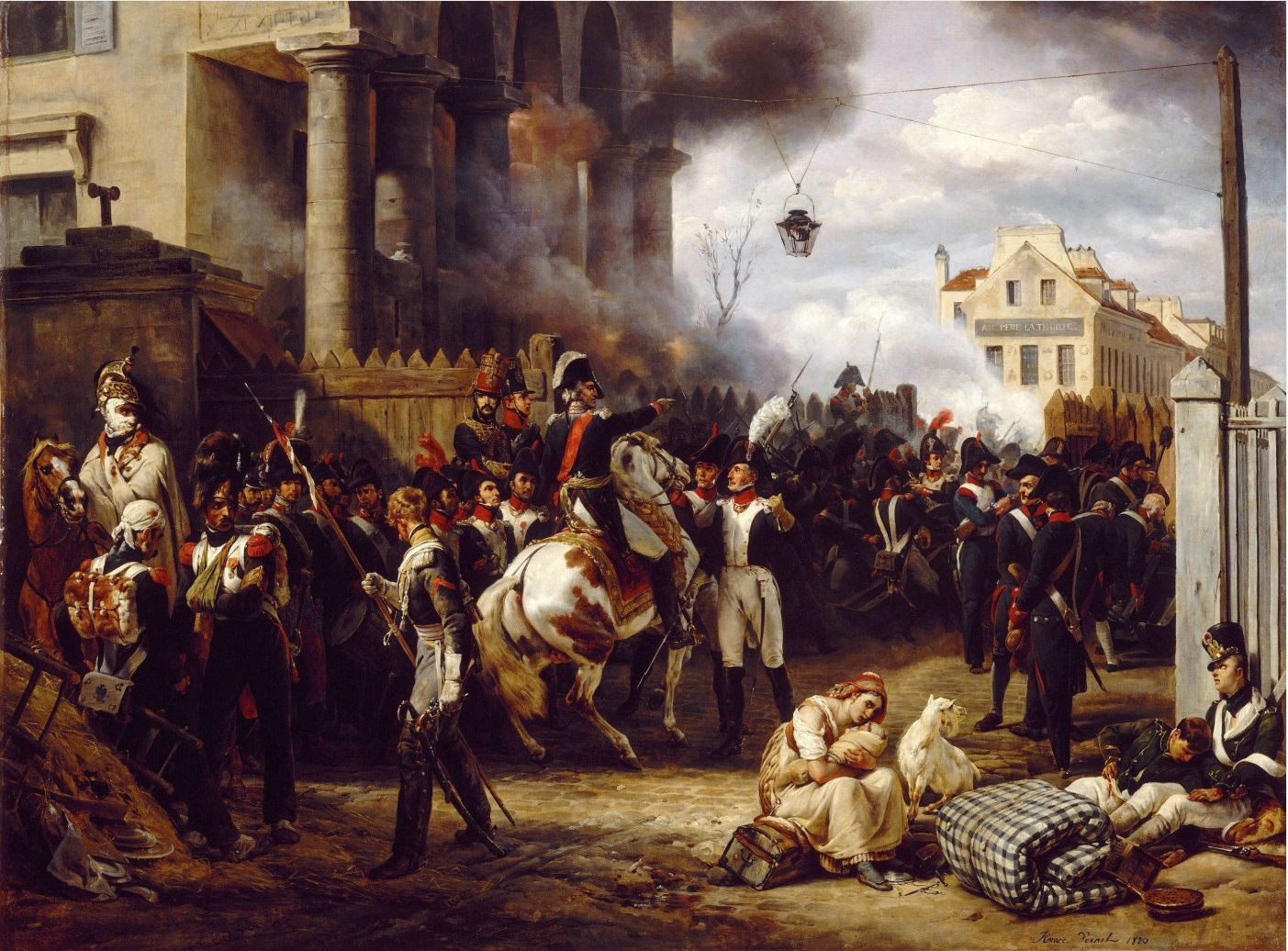
Bataille de Paris (1814), défense de la barrière de Clichy: le maréchal Moncey, commandant la Garde nationale de Paris, donnant des ordres au colonel Claude Odiot son subordonné, d'après Horace Vernet.

Le 14 mars 1812, un décret demandait le recrutement de 88 cohortes de 888 hommes recrutés par départements et proportionnellement au chiffre de la population,. Ils étaient chargés de renforcer la surveillance des côtes et des frontières. Le décret du 12 janvier 1813 absorba les cohortes de gardes nationaux dans 22 régiments de ligne. Les 88 compagnies d'artilleurs furent incorporées dans le corps impérial de l'artillerie et leurs effectifs répartis dans des régiments à pied ou dans les compagnies en service dans la grande armée.
À partir du 21 décembre 1813, la France était envahie. Les 30 décembre 1813 et 6 janvier 1814 furent pris les décrets levant 101 640 hommes.
Une partie de ces hommes, bien encadrés dans les divisions Pacthod et Amey, devait combattre héroïquement, le 25 mars 1814, au cours du second combat de Fère-Champenoise.
Le 30 mars 1814, Paris tombait malgré la participation à sa défense des gardes nationaux.
En 1815, les gardes nationaux participent aux combats de Vélizy et de Rocquencourt. En représailles, les Prussiens brûlèrent Vélizy.

## Restauration
Le 15 mai 1814, le comte d'Artois fut nommé colonel général des gardes nationales de France. Le général Jean Joseph Dessolles devint son major général tout en gardant le commandement de la garde parisienne. La création du poste de colonel général témoignait de la volonté de centraliser la direction de la Garde nationale. Une ordonnance du 16 juillet 1814 précisait que les gardes nationales ne devaient plus être que sédentaires. Leur déplacement en dehors de la ville ou du canton ne pouvait avoir lieu qu'exceptionnellement et serait déterminé par une loi spéciale. Le but de l'institution était de réunir les hommes les plus intéressés par le maintien de l'ordre et les propriétaires territoriaux ou les industriels. Seuls étaient admis au service ordinaire ceux qui pouvaient s'armer, s'habiller et s'équiper. Ils étaient peu nombreux.

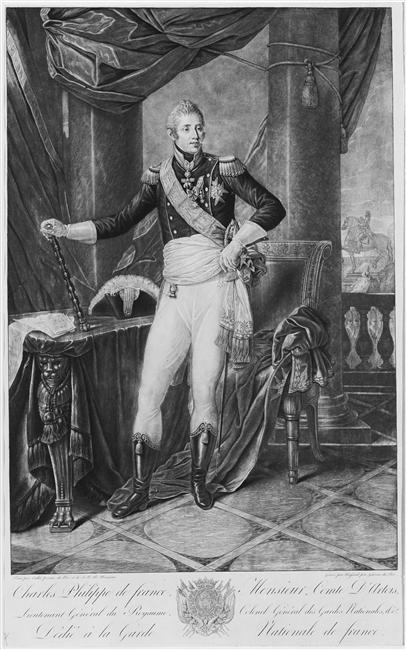
Le comte d'Artois, futur Charles X en uniforme de colonel-général des gardes nationales.

Durant les Cent-Jours, les gardes nationales n'offrirent pas de résistance au retour de Napoléon. Elles n'y jouèrent pas non plus un rôle crucial.
En 1815, lors du second retour de Louis XVIII, la garde nationale retrouvait son organisation de 1814, avec le comte d'Artois à sa tête. Elle représentait à peu près la seule force sur laquelle pouvaient compter les préfets.
Le 17 juillet 1816 fut proclamé une nouvelle ordonnance. La garde nationale restait une obligation pour tous les Français de 20 à 60 ans, imposés ou fils d'imposés, au rôle de contributions directes (Art. 3). Les listes étaient faites par des conseils de recensements composés du maire et de notables nommés par le préfet (17-20). L'ordonnance accordait toujours une dispense aux ecclésiastiques, aux militaires et aux fonctionnaires (23-29). Elle faisait la différence entre le « contrôle ordinaire » et le « contrôle de réserve » (21). Le premier concernait les citoyens aisés et le second les citoyens pour qui le service était une charge et ne pouvaient être requis qu'exceptionnellement. Les officiers étaient nommés par le roi (7). Le commandant de la garde communale dirigeait sous l'autorité du maire (6) et un commandant de la garde d'arrondissement dirigeait sous l'autorité du préfet (4). Il y avait des mesures restrictives à l'égard de la garde nationale, signe que le régime s'en méfiait. Il était interdit de se réunir pour prendre des délibérations (9). Interdiction pour le commandant de publier les ordres du jour sans l'autorisation du préfet (10). Interdiction de prendre les armes et de s'assembler sans ordres des chefs et de l'administration (35). Il était créé un conseil de discipline devant juger les fautes et délits des gardes nationaux durant leur service.
L'œuvre de centralisation de la garde nationale menée par le comte d'Artois fut finalement abandonnée par le régime. Le 29 avril 1827, le roi Charles X signait l'ordonnance de licenciement de la garde nationale parisienne. Là encore, la méfiance du pouvoir avait principalement motivé cette décision. Cette mesure fut malgré tout accueillie avec soulagement par des personnes qui n'avaient plus à faire leur service. Seuls les opposants au régime et les libéraux firent des protestations.

## Révolution de juillet 1830

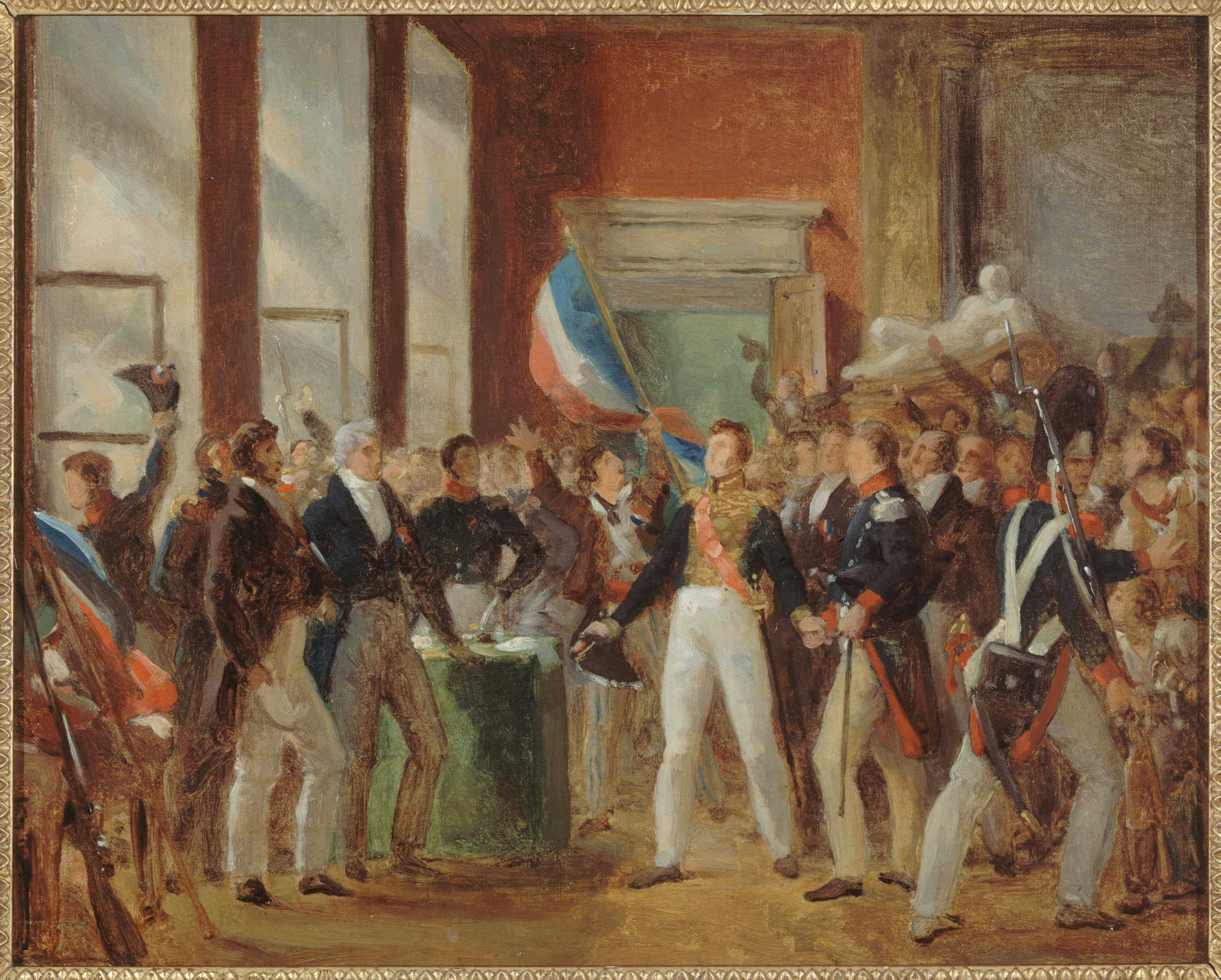
Le duc d'Orléans, futur Louis-Philippe Ier, nommé lieutenant général du royaume, accueilli en uniforme de la garde nationale dans la grande salle de l'Hôtel de Ville par la commission municipale le 31 juillet 1830. Peinture anonyme conservée au musée du Carnavalet.

Le 25 juillet 1830, Charles X publia quatre ordonnances qui provoquèrent la révolution de Juillet. Dès le matin 28 juillet 1830, des gardes nationaux reparurent spontanément en uniforme. Ils furent portés en triomphe par le peuple, aux cris de « Vive la garde nationale! ». Le 29 juillet, La Fayette, âgé de 73 ans, fut nommé de nouveau à la tête de la garde nationale. Il rétablit la garde nationale parisienne. Le 31 juillet, il accueillit Louis-Philippe Ier à l'Hôtel de ville de Paris. Louis-Philippe passa en revue la garde nationale de Paris, forte de 60 000 hommes. Devant les acclamations des contribuables en armes, il s'écria, en embrassant La Fayette : « Cela vaut mieux pour moi que le sacre de Reims ! ». Cela souligne l'importance attachée à la milice bourgeoise du régime, garante de l'ordre public et de l'alliance de la monarchie de Juillet et des propriétaires. Le roi confia à La Fayette le commandement de toutes les gardes nationales. Elles furent réactivées dans toute la France pour mettre fin aux échauffourées.

## Monarchie de Juillet

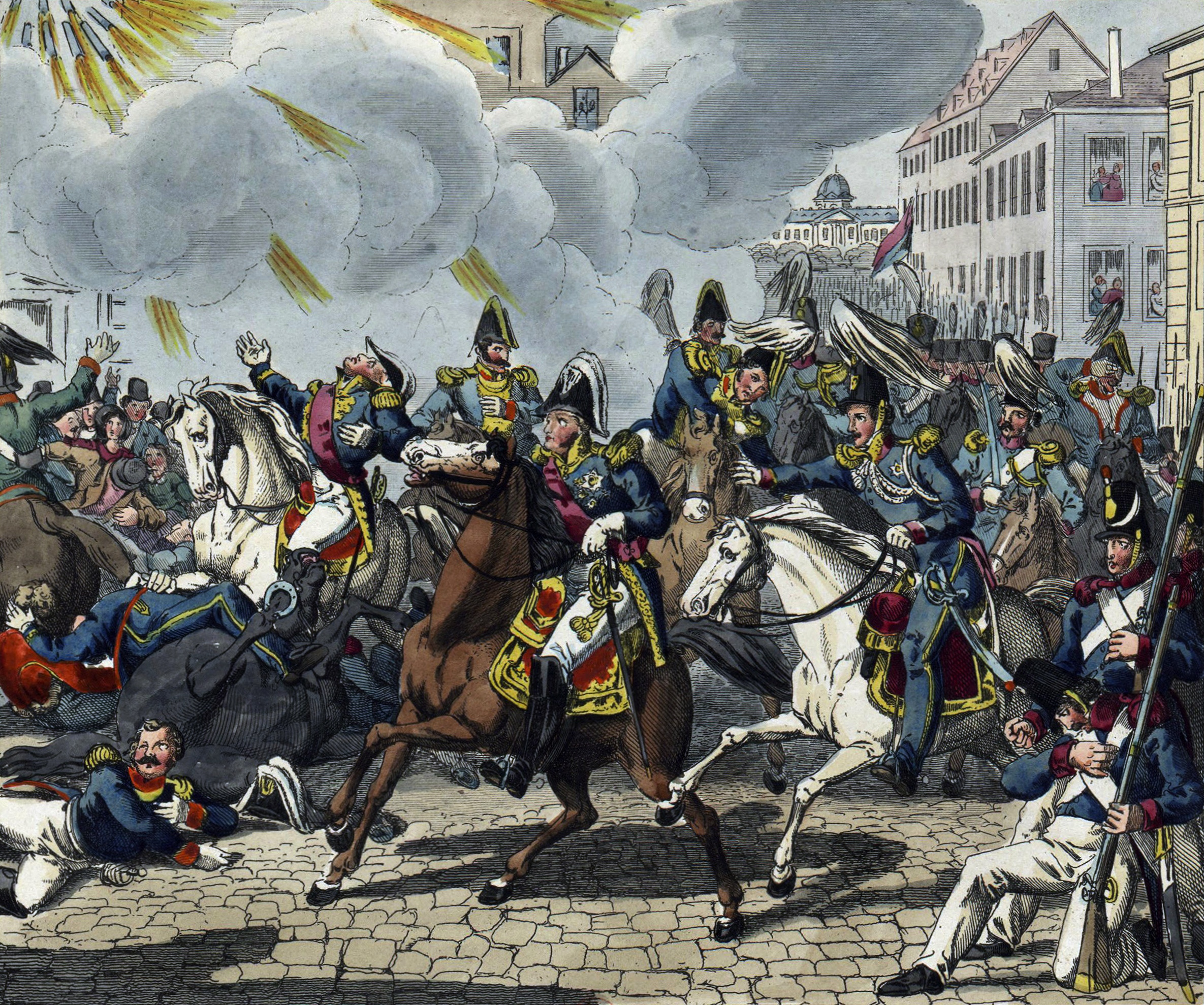
L'attentat de Giuseppe Fieschi perpétré le 28 juillet 1835 contre la famille royale alors que Louis-Philippe passait en revue les troupes de la Garde nationale.

La garde nationale démontra son importance en décembre 1830, à l'occasion du procès des ministres de Charles X, où elle parvint à maintenir le calme dans Paris. Louis-Philippe, qui rendit visite, le 23 décembre, aux douze arrondissements de la garde parisienne pour leur exprimer ses remerciements, fut soulagé, mais il réalisa aussi le danger qu'il y avait, pour la monarchie, à dépendre d'une seule force pour assurer l'ordre public : il demanda au ministre de la Guerre, le maréchal Soult, de réorganiser sans tarder l'armée de ligne. Il décida également de se débarrasser de La Fayette, trop peu fiable à ses yeux.
Le 22 décembre, le roi écrivit à La Fayette pour le remercier d'avoir donné, « dans ces jours d'épreuves, l'exemple du courage, du patriotisme et du respect pour les lois », mais, en sous-main, il manœuvra à la Chambre des députés, qui engagea, dès le 24 décembre, le débat sur l'organisation de la garde nationale requis par l'article 69 de la Charte de 1830, selon lequel des lois doivent pourvoir « dans le plus court délai possible » notamment à « l'organisation de la garde nationale, avec intervention des gardes nationaux dans le choix de leurs officiers ». Or, durant le débat, des députés fidèles du Palais-Royal démontrèrent que la fonction de commandant en chef de toutes les unités du royaume était contraire à la Charte et firent voter sa suppression à la condition de donner à La Fayette « quelque marque de regret et quelque compensation ». Dès le lendemain, La Fayette démissionna. Le président du Conseil, Jacques Laffitte, et le ministre de l'Intérieur, Camille de Montalivet, lui-même colonel de la garde nationale, cherchèrent à trouver un compromis, mais La Fayette posa des conditions extravagantes : il voulait la formation d'un nouveau ministère où n'entreraient que ses amis, la dissolution de la Chambre des députés et l'abolition de l'hérédité de la pairie. Le 26, il maintenait sa démission. Louis-Philippe en prit aussitôt acte dans une brève et sèche lettre de regret. Le Roi nomma alors le général Mouton de Lobau commandant de la garde nationale.
L'article 69 de la Charte révisée avait renvoyé à une loi « l'organisation de la garde nationale, avec intervention des gardes nationaux dans le choix de leurs officiers ». Venu en discussion le 24 décembre 1830, le projet fut voté le 5 mars par les députés, le 10 par les pairs, et promulgué le 22. La garde nationale est chargée de défendre la monarchie constitutionnelle, la Charte et les droits qu'elle consacre, pour maintenir l'obéissance aux lois, conserver ou rétablir la paix et l'ordre publics. En revanche, toute délibération prise par la garde nationale sur les affaires de l'État, du département ou de la commune est une atteinte à la liberté publique et un délit contre la chose publique et la Constitution (Art. 1).
La garde nationale est théoriquement composée de tous les Français âgés de 20 à 60 ans (2-9), mais la loi distingue le service ordinaire et le service de réserve (19), la répartition entre les deux étant faite par le conseil de recrutement de la commune, qui n'appelle au service ordinaire que ceux qui ont les moyens de supporter les frais d'habillement et d'armement et disposent du temps nécessaire pour le service. Aussi ne trouve-t-on dans le service ordinaire, le seul qui soit effectif, que des hommes aisés : ceci donne à la garde son caractère de milice bourgeoise, rempart des propriétaires contre le désordre. Force civile, elle est organisée dans chaque commune (4) et placée sous l'autorité des maires, des préfets et du ministre de l'Intérieur (6). Le refus du service est puni de quelques jours de détention.
En province, l'efficacité de la garde nationale restait relative. Ainsi, lors de la révolte des canuts à Lyon, en novembre 1831, sur 15 000 gardes nationaux d'appelés, 500 se présentèrent. Certains étaient même dans le camp de l'insurrection. Beaucoup de républicains furent élus officiers. La garde nationale devenait un foyer d'opposition.
La garde nationale était aussi un signe d'ascension sociale. Ainsi en 1837, Balzac publia son roman César Birotteau dans lequel le personnage principal Birotteau était un riche parfumeur qui s'était enrichi et dont les promotions dans la garde nationale constituaient un signe d'ascension sociale. Dans le roman de Victor Hugo, Les Misérables (1862), Jean Valjean, devenu un propriétaire aisé, doit servir dans la garde nationale et se trouve impliqué dans le soulèvement républicain de juin 1832 à Paris.

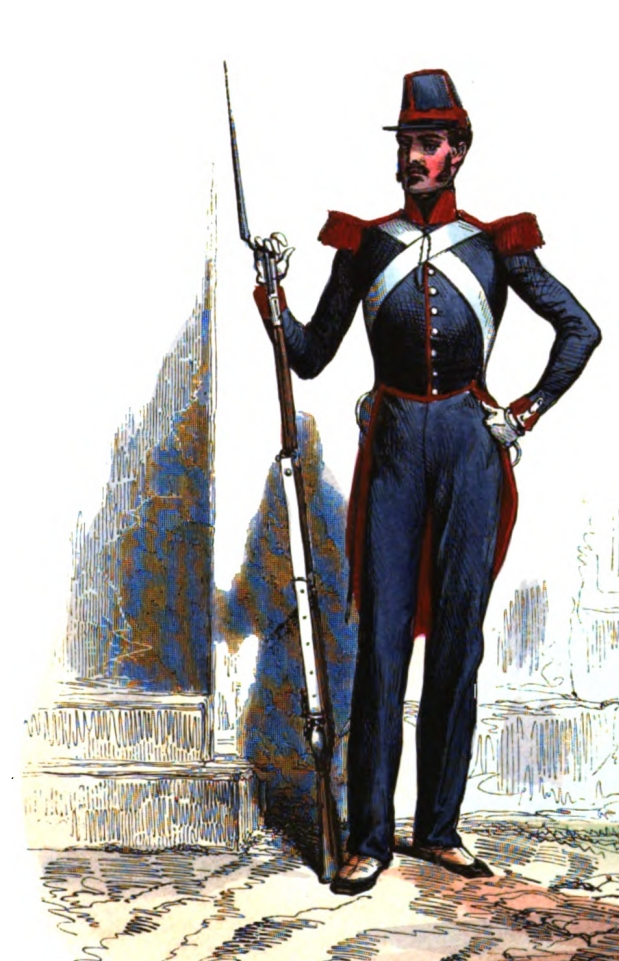
Garde nationale d'Alger

## Révolutions de 1848

### Fin de la monarchie de Juillet (février 1848)
En décembre 1847, des gardes nationaux de Paris, inscrits dans la douzième légion, voulurent organiser un banquet réformiste avec comme revendication d'élargir le suffrage censitaire. Il fut interdit par le ministre de l'intérieur. Le journal Le National répliqua en convoquant le 22 février 1848, place de la Madeleine, toute la garde nationale, sans armes mais en uniforme, pour former une haie d'honneur aux convives. La garde nationale n'y répondit pas.

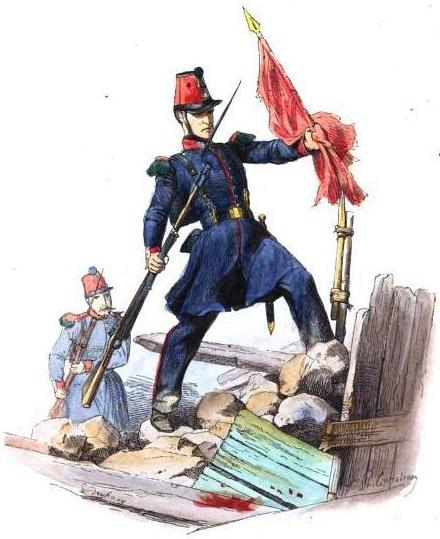
La Garde nationale mobile pendant les Journées de Juin 1848.

En février 1848, la garde nationale fut généralement passive aux combats. Après le départ de Louis-Philippe Ier, c'est principalement à la garde nationale que revint la tâche de rétablir l'ordre. Le 25 février, le gouvernement provisoire rétablissait dans tous leurs droits les gardes nationales que la monarchie de juillet avait dissoutes. Le 8 mars, un décret affirmait que « tout citoyen de 21 à 55 ans, ni privé ni suspendu de ses droits civiques est garde national et y exerce le droit de suffrage pour tous les grades d'officiers ». C'était la confirmation du suffrage universel. Le 26 mars, un décret confirmait que les officiers des gardes nationaux en province seraient élus dans les mêmes conditions qu'à Paris. Les colonels ne seraient plus nommés par le gouvernement.
La répression par la Garde nationale mobile de la manifestation du 16 avril 1848 marque un tournant : selon l'historien Samuel Hayat, celle-ci « permet […] que s'estompent les différences entre l'armée, la Garde nationale fixe et la Garde nationale mobile : la Garde nationale y perd sa spécificité d'institution de représentation du peuple armé, pour devenir un corps armé uni, obéissant, et dédié au maintien de l'ordre ».

### Soulèvements de mai-juin 1848
L'insurrection du 15 mai 1848 vit une rupture entre gardes nationaux bourgeois et partis de gauche.
Les insurrections ouvrières de juin 1848 furent surtout réprimées par l'armée et les gardes nationaux parisiens appuyés par des gardes nationaux de province, essentiellement d'Amiens, Beaugency, Le Havre, Meung, Orléans, Pithiviers, Rouen et Versailles,.

## Deuxième République
En janvier 1849, un décret de Louis-Napoléon Bonaparte, président de la République, supprima la moitié des bataillons de gardes nationaux et réorganisa les autres. Il se méfiait de la garde nationale. Les gardes nationaux mobiles furent finalement et définitivement licenciés le 31 janvier 1850. Il leur était reproché leur indiscipline et d'engendrer plus de discorde que d'en résoudre.
À la veille du coup d’État du 2 décembre 1851, le président nomma à la tête de la garde nationale parisienne un fidèle bonapartiste, le général de La Woestine, qui se garda d'intervenir. En récompense de sa neutralité, La Woestine fut plus tard nommé sénateur d'Empire puis gouverneur des Invalides.

## Second Empire

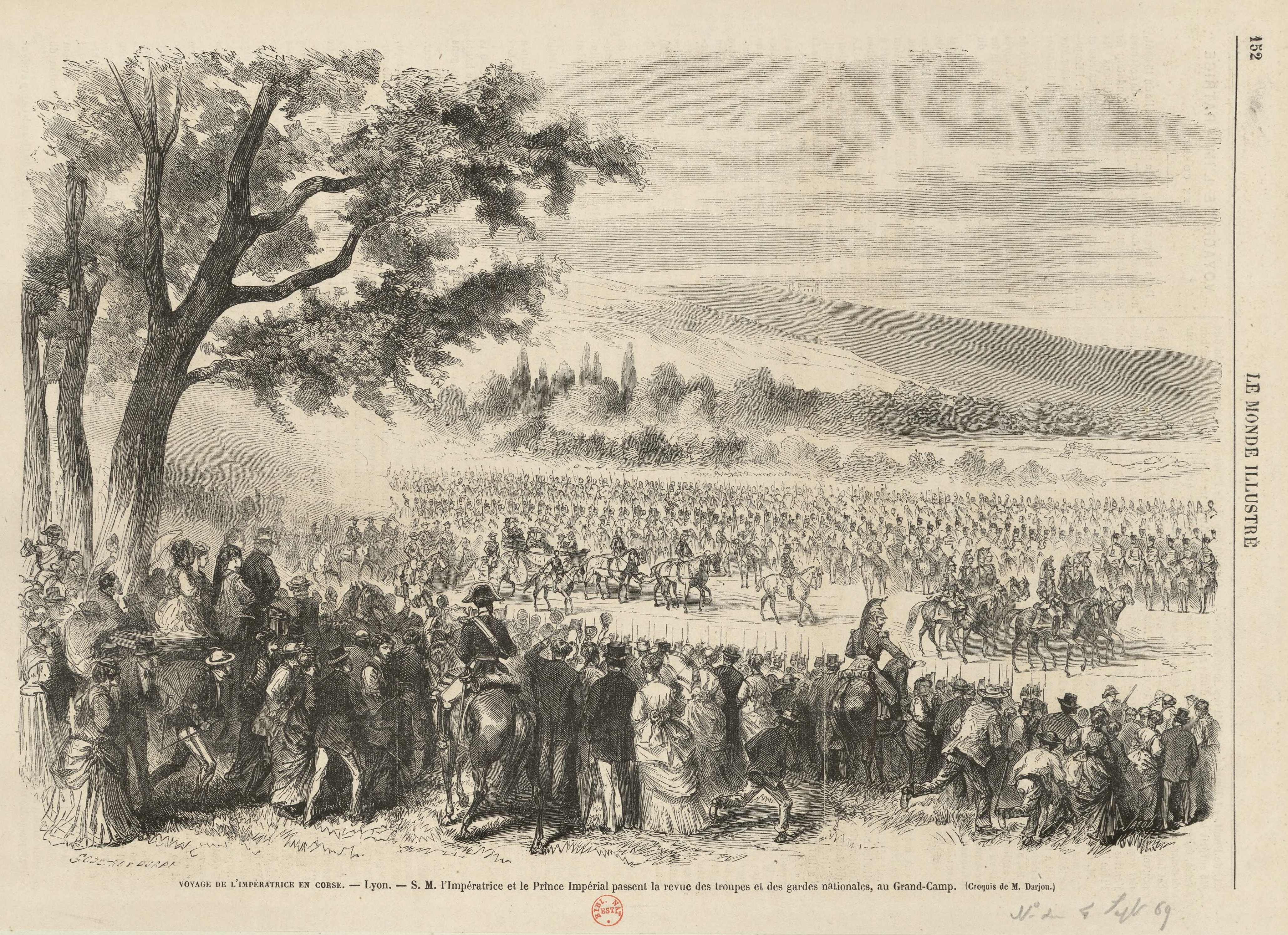
Revue des troupes et des gardes nationales au Grand-Camp en présence de l'Impératrice Eugénie et du Prince Impérial.

Le décret du 11 janvier 1852 prévoyait cette fois la sélection des gardes nationaux par un conseil du recensement. Le président, lui, nommait les officiers. En 1853, les officiers prêtèrent serment de fidélité à la Constitution et d'obéissance à l'empereur. Napoléon III la cantonne pendant le second Empire dans des tâches subalternes afin de réduire son influence libérale et républicaine.
Le 14 janvier 1868 fut votée la loi Niel qui permettait la création d'une garde mobile, auxiliaire de l'armée active, pour la défense des frontières et des places fortes ainsi que pour le maintien de l'ordre intérieur. Elle ouvrait la voie au service universel avec un engagement massif. Cela était fait en réaction aux crises extérieures, en particulier celle de la Prusse.

## La garde nationale dans la tourmente de 1870-1871

### Guerre contre la Prusse

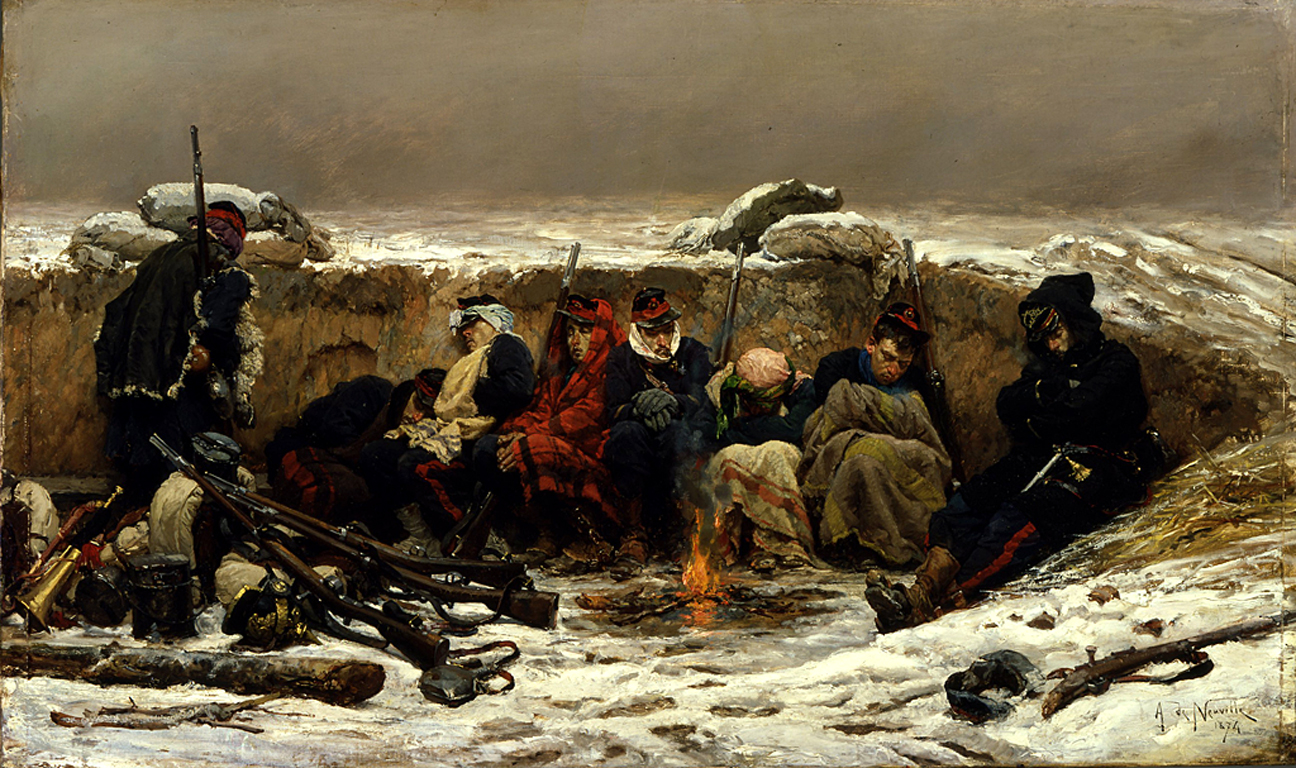
Gardes nationaux dans les tranchées de la guerre franco-allemande de 1870, d'après Alphonse de Neuville.

Lors de l'éclatement de la guerre entre la France et la Prusse en juillet 1870, la garde nationale fut d'abord faiblement mobilisée. Le décret du 16 juillet ne concernait que les gardes nationaux habitant les régions militaires du Nord, de l'Est et de la région parisienne. Il y avait une absence de préparation. Le 10 août, le parlement votait une loi visant à compléter les forces des gardes sédentaires et mobiles. Le 18 août 1870, une autre loi y incorporait 40 000 jeunes supplémentaires. Le décret du 23 août les formait en régiments provisoires d'infanterie et la loi du 29 août les plaça dans l'armée active. Cela démontrait que la garde nationale était utilisée comme un ultime moyen de défense.

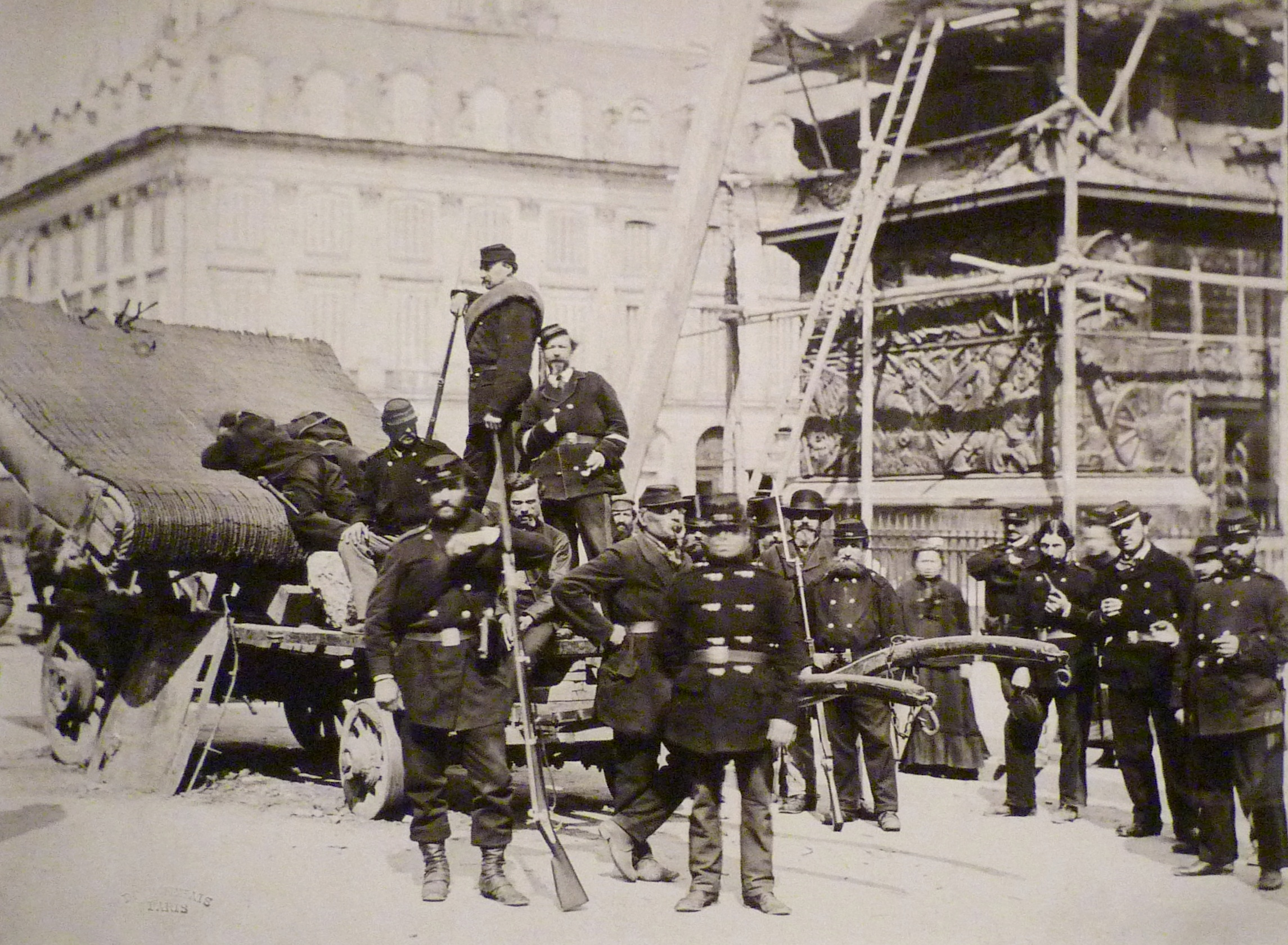
Commune de Paris : gardes nationaux sur les ruines de la colonne Vendôme.

### La Commune de Paris
Le 4 septembre 1870, après la défaite de Sedan et la capture de l'empereur du 2 septembre, le gouvernement de la défense nationale est mis en place. Le 6 septembre, tous les électeurs inscrits de la ville de Paris sont convoqués. Les gardes nationaux, au nombre de 590 000, furent mobilisés pour le reste de la guerre et envoyés massivement au front. Ils participèrent à la défense de Paris assiégé.
Entre le 1er février et le 3 mars 1871, 2 000 délégués réunis élaborèrent, puis adoptèrent, les statuts d'une Fédération républicaine de la garde nationale. Un comité central protesta contre toute éventuelle tentative de désarmement de la garde nationale. Elle ne voulait reconnaître d'autres chefs que ceux qu'elle se donnerait.
Le 18 mars, le gouvernement tenta de faire reprendre par l'armée les canons appartenant à la garde nationale parisienne et payés par les Parisiens. Les gardes participent alors à la Commune, qui dure du 18 mars au 28 mai 1871, et se termine dans le sang, avec une grande répression menée par les troupes gouvernementales (Semaine sanglante).

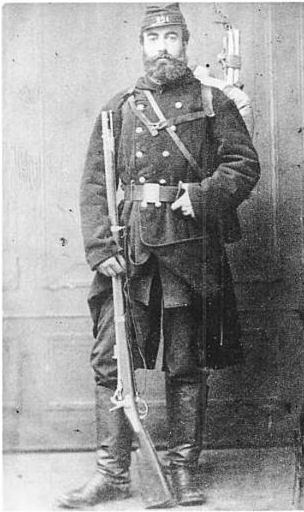
Soldat de la Garde nationale en 1870.
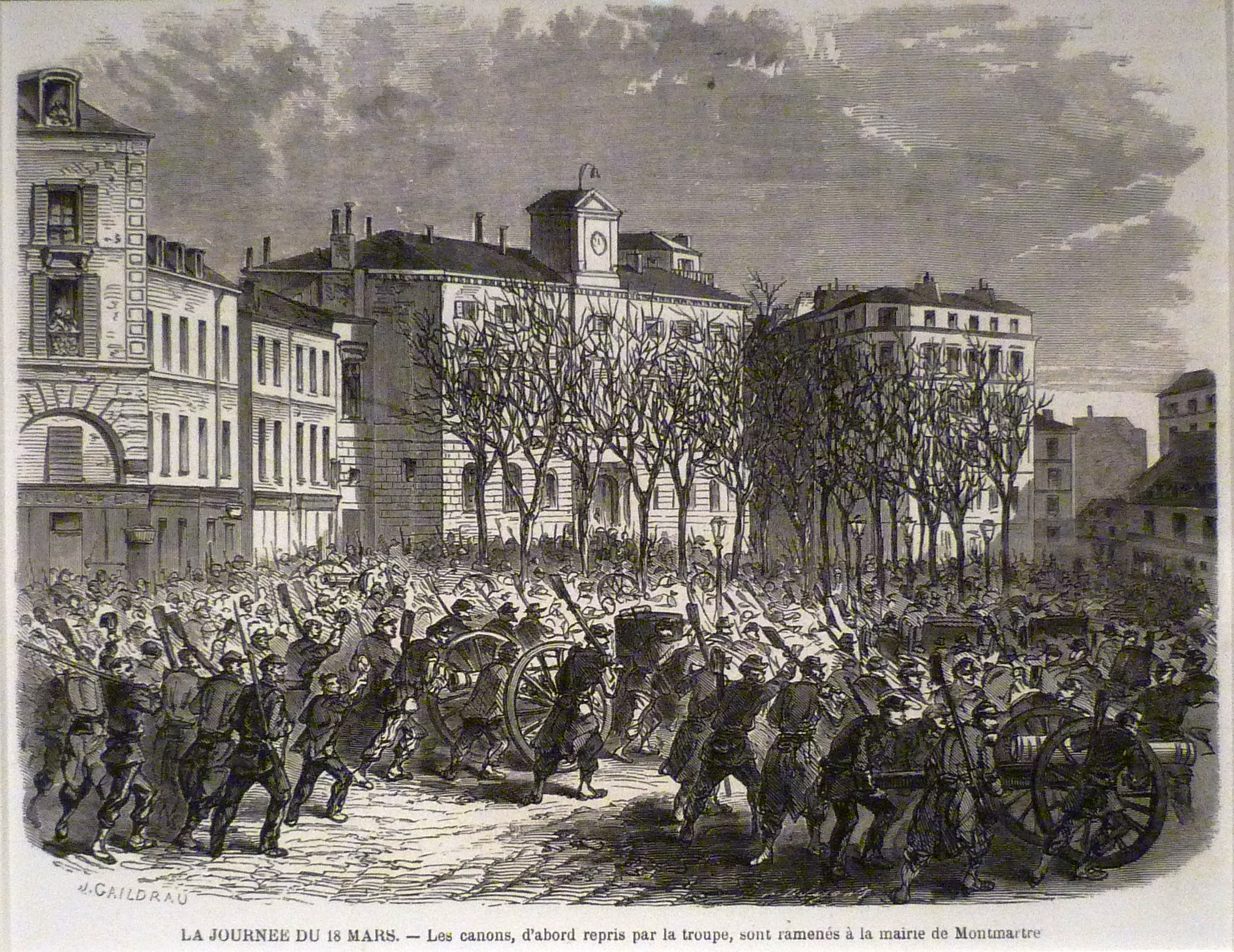
Arrivée devant la mairie du 18e arrondissement des canons repris à l'armée par les gardes nationaux lors du soulèvement du 18 mars 1871. Gravure de J. Gaildrau.
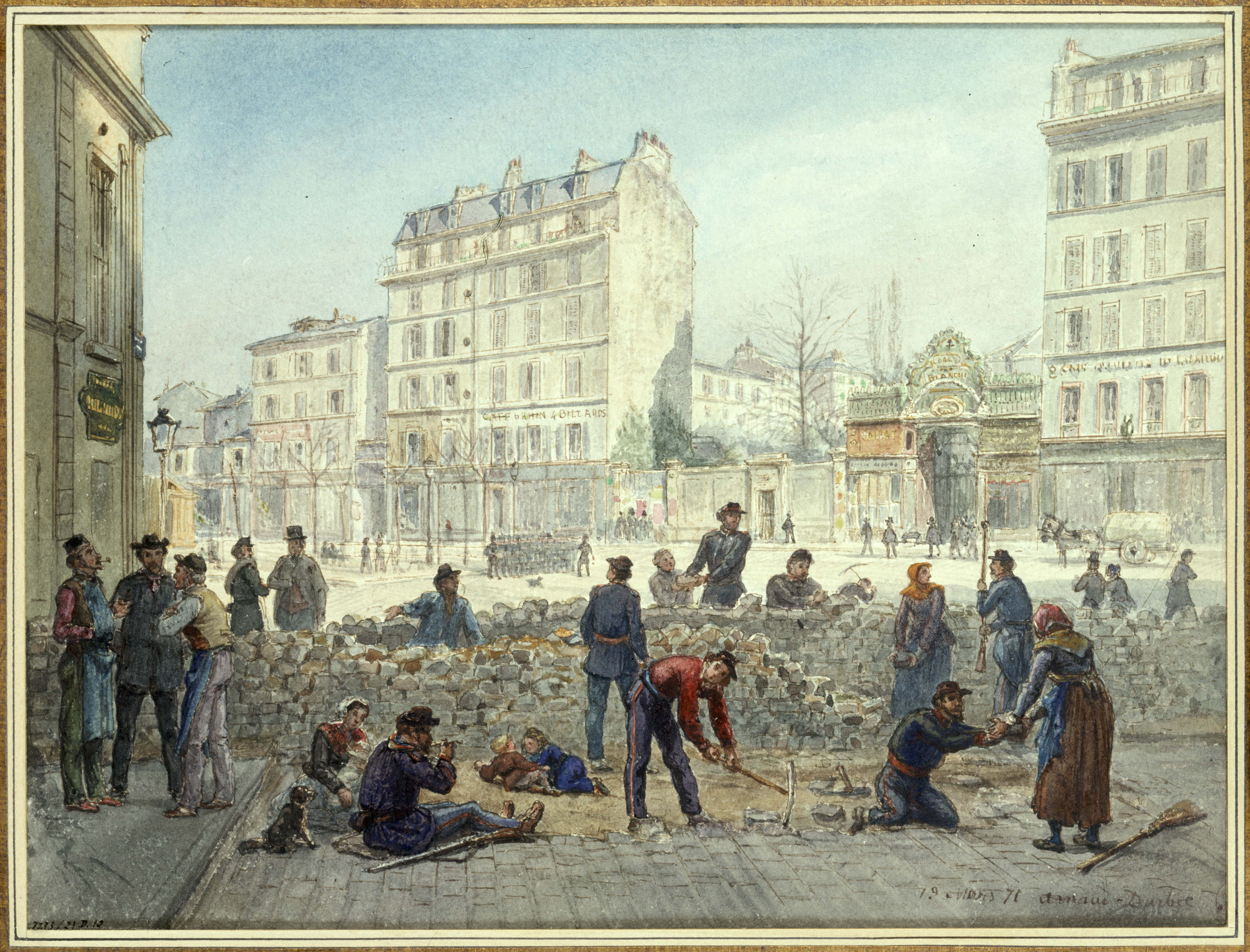
Construction d'une barricade, place Blanche (9ème arrondissement), le 19 mars 1871.
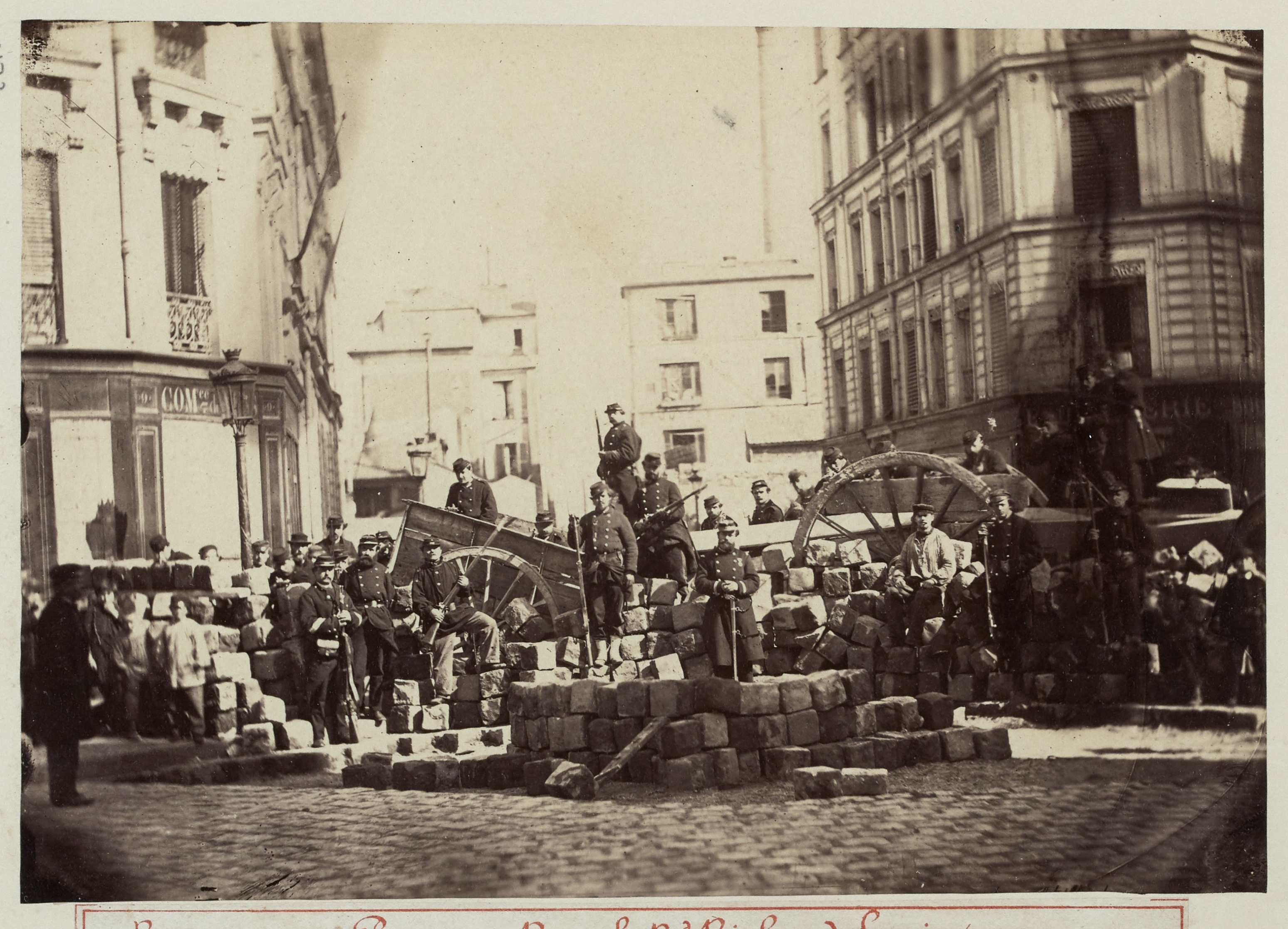
Barricade du passage Raoul, boulevard Richard-Lenoir, 18 mars 1871.
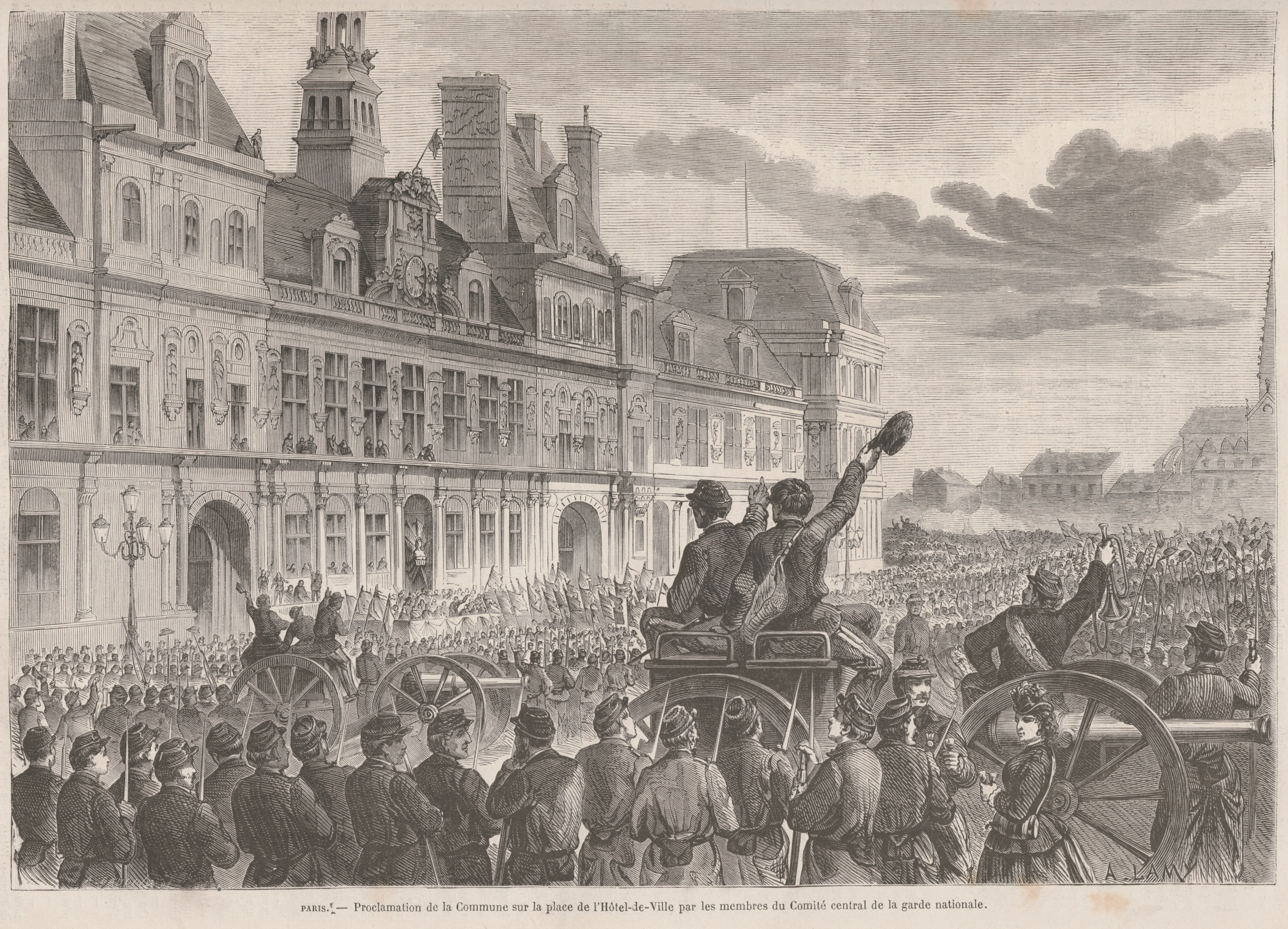
Proclamation des résultats des élections le 28 mars 1871 à l'Hôtel de Ville, où s'installe le Conseil de la Commune. Gravure d'Auguste Lamy.
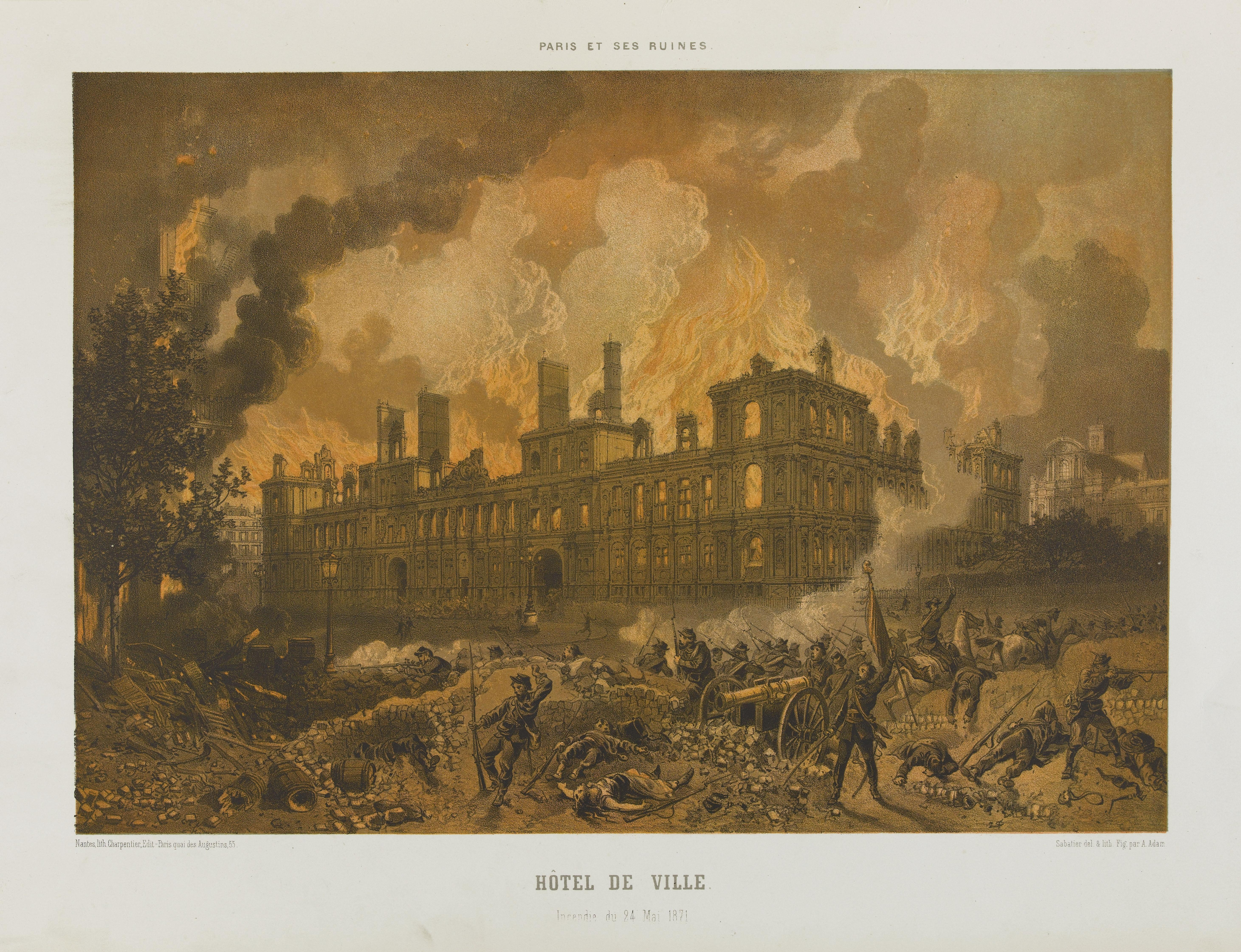
Combats devant l'Hôtel de ville, incendié le 24 mai 1871 par les Communards pour ralentir la progression de l'Armée des Versaillais.
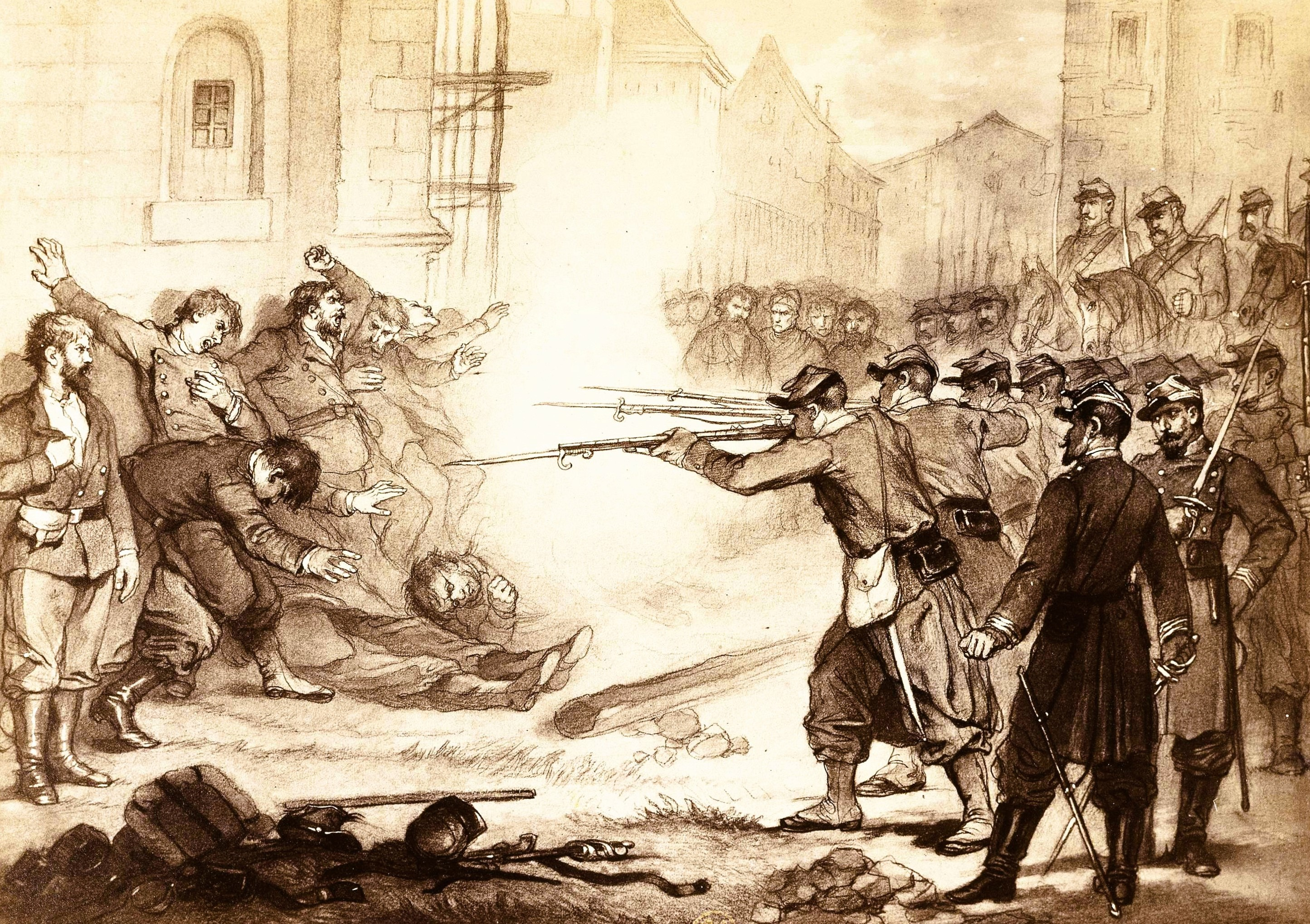
Exécution de Fédérés par les troupes versaillaises lors de la Semaine sanglante.

### Dissolution de la garde nationale en 1871
Le 25 août 1871, à la suite des évènements de la Commune, fut votée une loi de dissolution des gardes nationales dans toutes les communes de France. De plus, l'article 6 de la loi du 27 juillet 1872 prévoit que « tout corps organisé en armes et soumis aux lois militaires, fait partie de l'armée et relève du ministère de la guerre », mettant un terme à l'essence même de la garde nationale.

## Reconstitution en 2016

Logo de la réserve militaire et civile qui reprend l'appellation « Garde nationale » depuis 2016

En juillet 2016, à la suite de la série d'attentats terroristes revendiqués par l'organisation État islamique, et qui ont frappé la France, le président de la République François Hollande annonce la reconstitution d'une Garde nationale composée de réservistes volontaires. Celle-ci a été officiellement constituée en octobre 2016,. Elle regroupe les réserves opérationnelles des armées, de la police et de la gendarmerie, soit 72 000 personnes prévues en 2017 ; chacune de ces réserves conserve son statut propre, la première dépendant du ministère de la Défense, les deux autres du ministère de l'Intérieur, coordonnées par un secrétariat général commun. Le budget prévu est de 311 millions d'euros pour 2017. Fin octobre 2016, l'appel au volontariat semble rencontrer un certain succès chez les jeunes motivés par la « lutte contre le terrorisme » et qualifiés par les instructeurs de « génération Charlie Hebdo » ; l'effectif total pourrait atteindre 85 000 personnes en 2018.
Selon Elie Tenenbaum, chercheur à l’Institut français des relations internationales, la transformation des réserves en garde nationale sera difficile car les corps de réserve, sous-financés, ont accumulé les retards en personnel, formation et équipement depuis la suspension du service militaire obligatoire en 1997 ; en outre, les entreprises sont réticentes à voir partir leurs salariés pour des périodes de réserve ; cependant, ce projet correspond aux attentes de l'opinion et permet au président de la République de « se pose[r] en garant de l’unité nationale face à la menace terroriste ».
En 2017, l'effectif de la Garde nationale est de 70 000 personnes. Âgés de 40 ans en moyenne, les deux-tiers des réservistes n'ont aucun passé militaire lors de leur recrutement. Ils sont composés de 60 % d'actifs, 20 % d'étudiants, 15 % de retraités (des anciens militaires notamment) et 5 % de chômeurs. Ils effectuent en moyenne une trentaine de jours de service par an.
Le général Anne Fougerat est nommé, en juillet 2018, secrétaire générale de la Garde nationale à la suite du général Gaëtan Poncelin du Raucourt, nommé conseiller du gouvernement. Un arrêté du 1er octobre 2018 précise l'organisation et le fonctionnement du secrétariat général. En décembre 2018, l'effectif de la Garde nationale atteint 75 000 personnes, avec un objectif à moyen terme de 85 000. La durée moyenne d'activité est passée de 24 jours par an en 2015 à 37 en 2018, l'effectif déployé en permanence étant de l'ordre de 7 000 réservistes : la Garde nationale conclut des accords avec les entreprises pour s'assurer de leur disponibilité. Ils peuvent être affectés à des sites sensibles comme la base navale de Brestou directement au service de la population comme le Bataillon de marins pompiers de Marseille. La solde journalière est égale à celle des militaires d'active du même grade et ils bénéficient de quelques avantages comme le permis de conduire subventionné, les allocations d'études et autres primes. En 2021 l'on dénombre 77 000 réservistes opérationnels.

### Secrétaires généraux de la Garde nationale
| Période   | Grade                        | Nom                         | Arme                  |
| --------- | ---------------------------- | --------------------------- | --------------------- |
| 2016-2018 | Général de division          | Gaëtan Poncelin du Raucourt | Armée de terre        |
| 2018-2020 | Général de division          | Anne Fougerat (d)           | Gendarmerie nationale |
| 2020-2022 | Général de division aérienne | Véronique Batut             | Armée de l'air        |
| 2022-2024 | Général de division          | Louis-Mathieu Gaspari       | Gendarmerie nationale |
| 2024-2025 | Général de brigade           | François-Xavier Poisbeau    | Armée de terre        |

### Infographie
- La garde nationale monte en puissance (12/10/2018) Le Figaro, consulté le 13 octobre 2018.